# Dunlewey
Dunlewey ou Dunlewy (Dún Lúiche en Irlandais) est un hameau de la municipalité de Gaoth Dobhair (Gweedore en anglais), dans le comté de Donegal en Irlande.

## Sites remarquables
- Le mont Errigal culmine à 749 m et domine le village.
- Le lac de Dún Lúiche.
- Les ruines de l'église de Dún Lúiche, appelée Old Church (Vieille église). Cette église protestante construite entre 1830 et 1840 a été incendiée au cours de la guerre d'indépendance d'Irlande.
- La vallée de Poisoned Glen faisant partie du faisant partie du Parc national de Glenveagh.

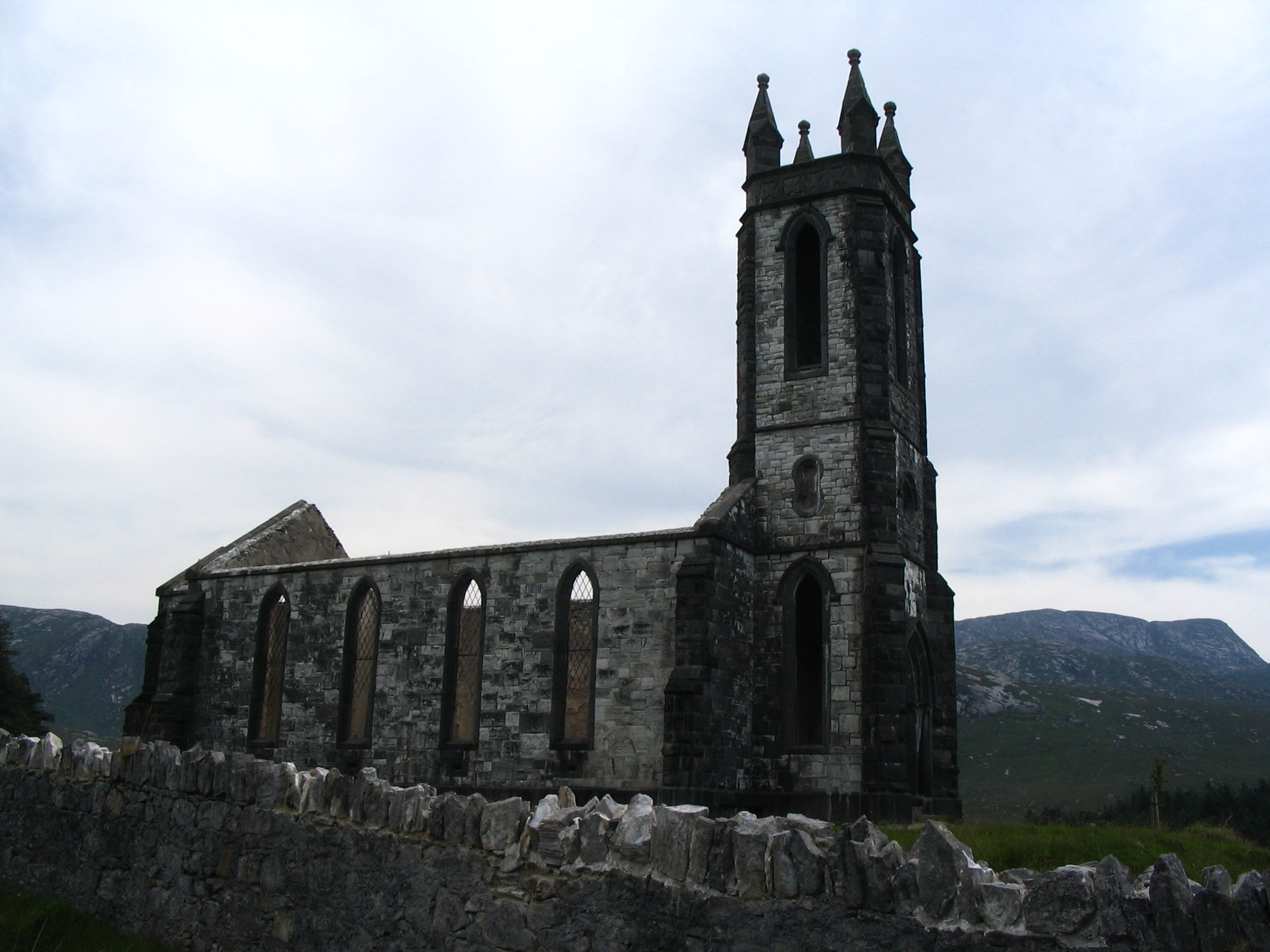
Église de Dún Lúiche.
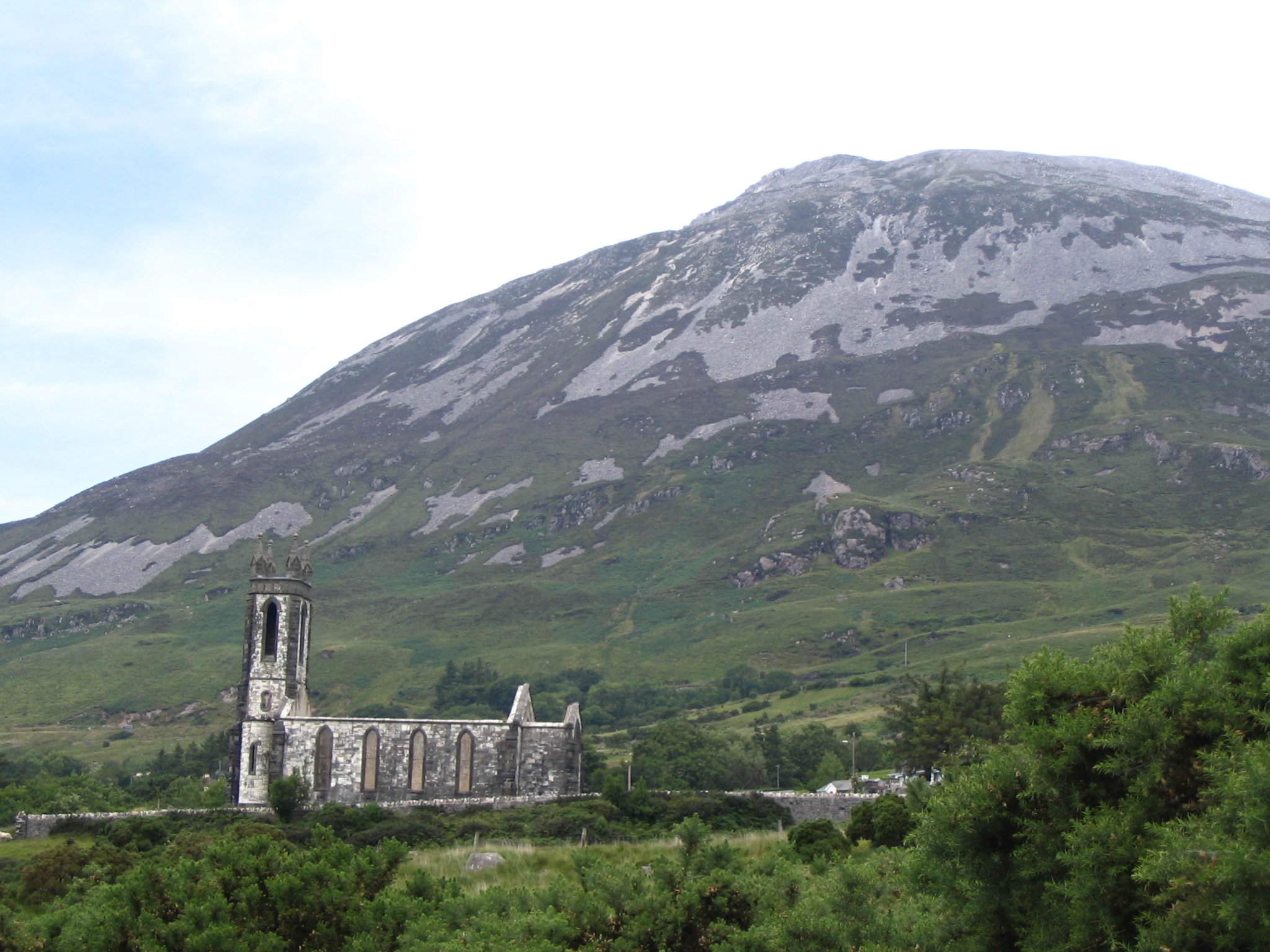
Au pied du Mont Errigal.
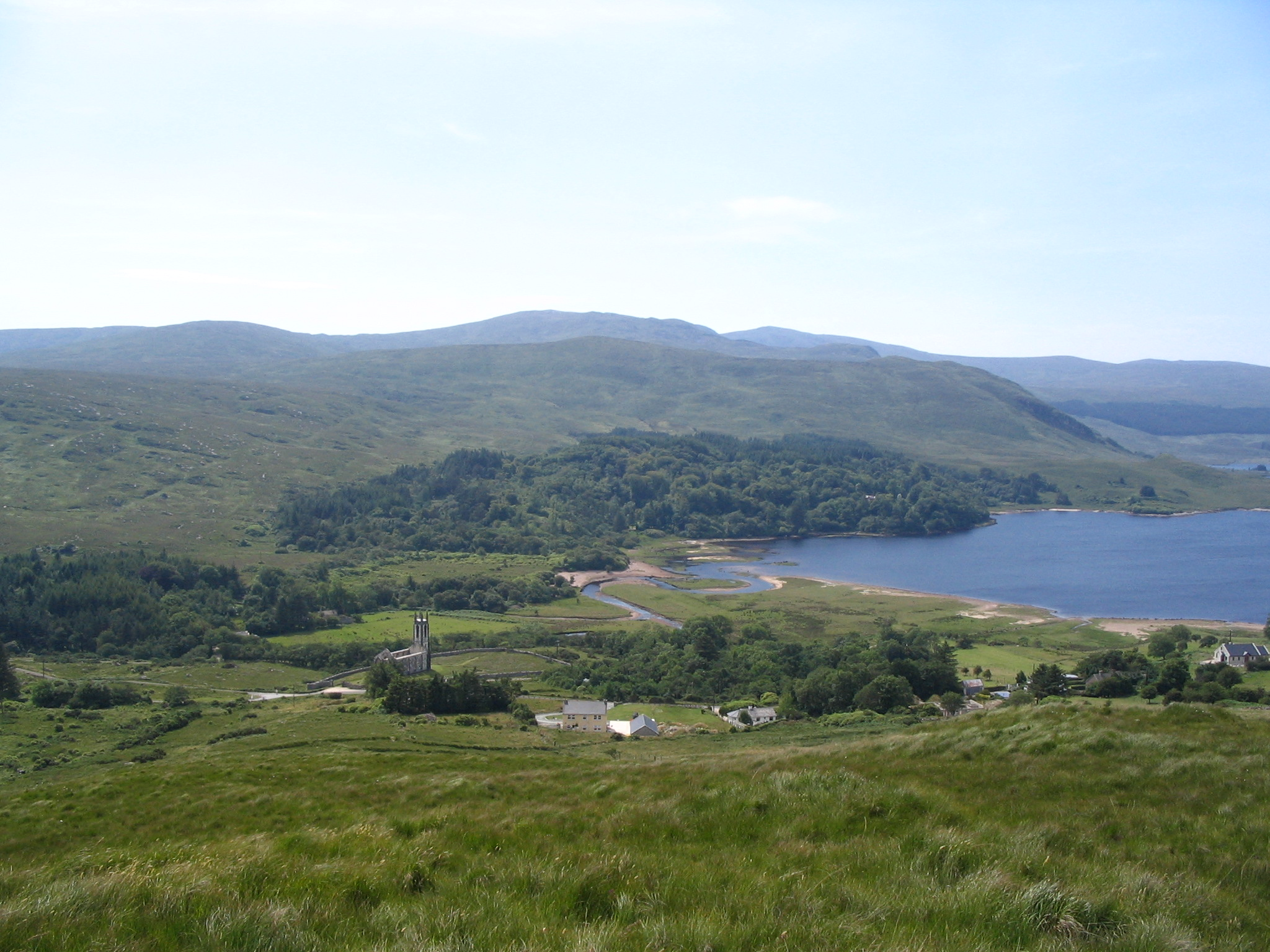
Vue du Lac de Dunlewey.
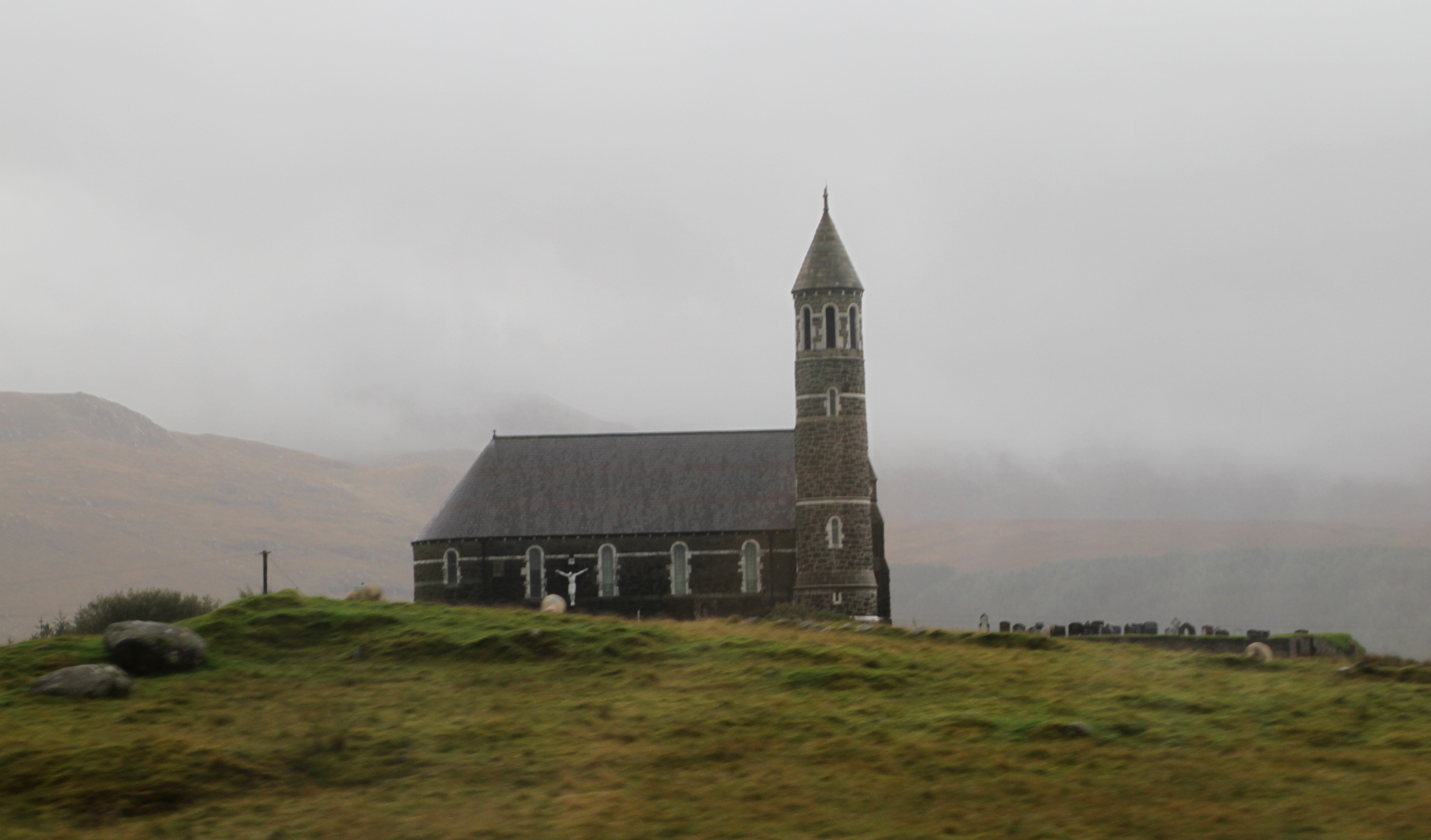
Église du Sacré-Cœur.